# Хонорін Гермелін
Хонорін Гермелін (19 жовтня 1886 , Ekebyborna parish'd  — 4 вересня 1977 , Brännkyrka parishd, лен Стокгольм ) — шведська феміністка, освітянка, політична діячка та перекладачка. Директорка жіночої школи, засновниця феміністського журналу Tidevarvet.

## Життєпис
Народилася в парафії Екебиборна в 1886 році. Її мати Хонорін (фон Кох) померла через кілька днів після народження доньки. У Хонорін був один брат і сестра, і народилося ще сім звідних після того, як її батько Джозеф Гермелін одружився вдруге.

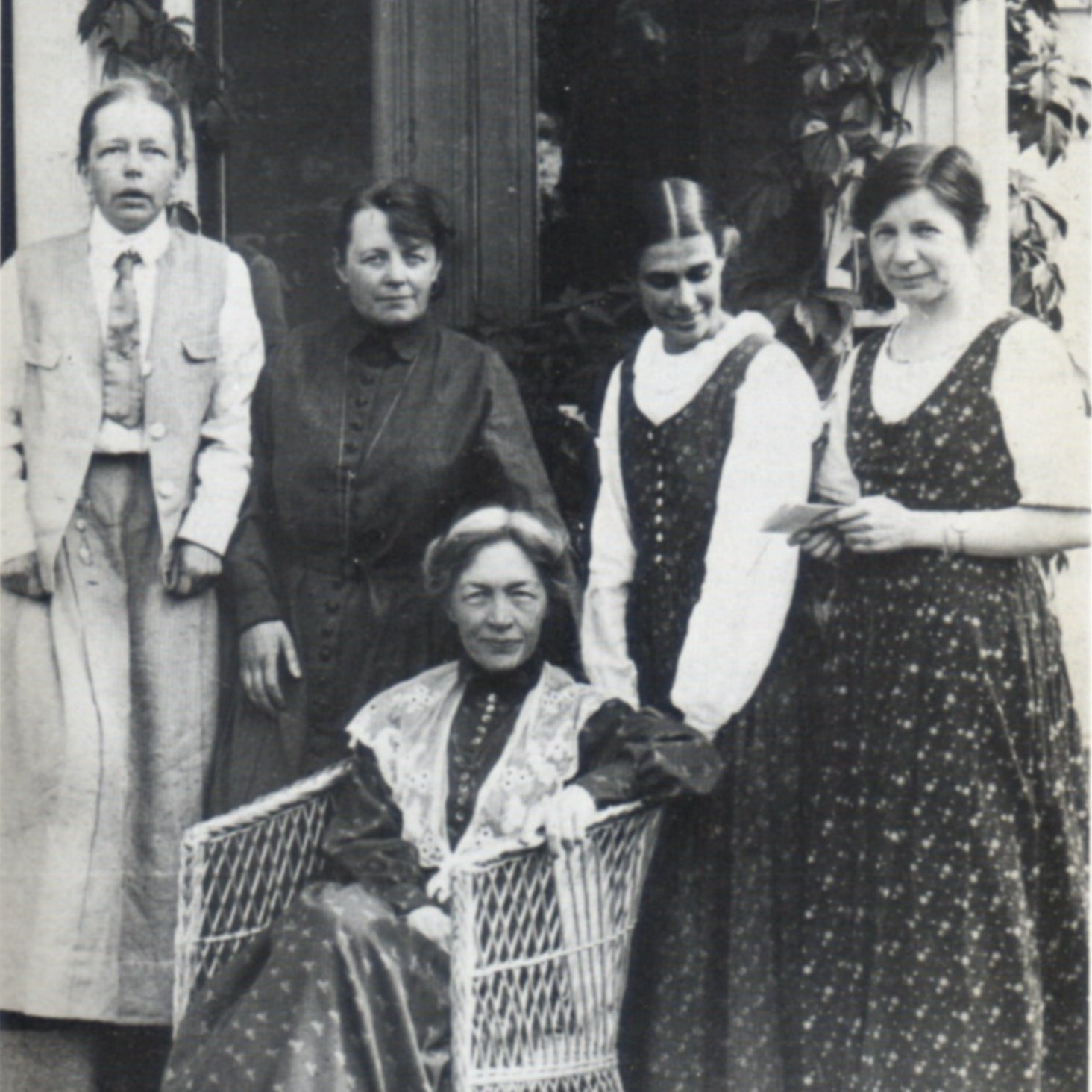
Феміністки 1920-х зліва направо: Елізабет Тамм, Ада Нільссон, Керстін Гессельгрен сидять, Онорін Гермелін та Елін Вегнер

Отримала кваліфікацію вчительки і викладала понад 10 років, перш ніж стала відома як директорка жіночої школи «Fogelstad Group». Під її керівництвом Kvinnliga medborgarskolan vid Fogelstad, заснована в 1925 році, була відома як «Lilla Ulfåsa». Проіснувала під її керівництвом до 1954 року. Так, Хонорін Гермелін стала першою жінкою, яка стала головою шкільної ради в 1932 році.
Часопис Tidevarvet був заснований у 1923 році (або 1924) шведськими феміністками: Керстін Гессельгрен, Хонорін Гермелін, Адою Нільссон, політичною діячкою Елізабет Тамм та письменницею Елін Вагнер.

## Особисте життя
Хонорін Гермелін у 1947 році пошлюбила Вільгельма Гренбека, але він помер через вісім місяців. У неї були стосунки з Адою Нільссон, протягом останнього року її життя Нільссон переїхала до Фогельстада разом із Гермелін. Нільссон померла у 1964 році, а Гермелін померла у парафії Бреннкирка в 1977 році.

## Визнання
Король Швеції нагородив її Illis quorum.
Сірі Деркерт створила її портрет, який зараз знаходиться у Шведському національному музеї.